# Tim Lewis
Tim Lewis (Quakertown, 18 dicembre 1961) è un ex giocatore di football americano e allenatore di football americano statunitense che ha militato nel ruolo di cornerback nella National Football League (NFL).

## Carriera da giocatore
Al college Lewis giocò a football a Pittsburgh. Fu scelto dai Green Bay Packers come undicesimo assoluto nel Draft NFL 1983. Nelle poche stagioni da professionista fu uno dei migliori giocatori delle relativamente deboli formazioni dei Packers di quegli anni. Guidò la squadra in intercetti nel 1983 e nel 1985, chiudendo la carriera a quota 16. L'intercetto ritornato da Lewis per 99 yard in touchdown contro i Los Angeles Rams il 18 novembre 1984 rimane un record di franchigia dei Packers. La sua carriera si interruppe a causa di un grave infortunio al collo subito nel Monday Night Football della settimana 3 della stagione 1986 contro i Chicago Bears.